# Muaraa
Muaraa (en árabe: الموارعة الرمل‎, en francés: El Mouaraa Rmel) es una localidad marroquí perteneciente al municipio de Auámara, en la región de Tánger-Tetuán-Alhucemas. Desde 1912 hasta 1956 perteneció a la zona norte del Protectorado español de Marruecos.